# Lanett
Lanett – miasto w Stanach Zjednoczonych, w stanie Alabama, w hrabstwie Chambers. W roku 2023 miasto zamieszkiwało 6751 osób, a gęstość zaludnienia wynosiła 419,3 osoby/km².